# Покровский, Алексей Алексеевич (историк)
Алексей Алексеевич Покровский (18 января 1875, Москва, Российская империя — 1954, там же, СССР) — русский и советский археограф, библиограф, историк, книговед и палеограф, кандидат исторических наук, профессор.

## Биография
Родился 18 января 1875 года в Москве. В 1895 году поступил на историко-филологический факультет МГУ, который он окончил в 1900 году. После окончания учёбы в МГУ работал в области археографии в ряде архивных учреждений, где занимался разработками научных основ археографии. В 1937 году он был удостоен учёной степени кандидата исторических наук без защиты диссертации.
Скончался в 1954 году в Москве.

## Научные работы
Основные научные работы посвящены археографии. Автор ряда научных работ.

## Членство в обществах
- Член Русского библиографического общества.